# نصيرة رزيق
نصيرة رزيق (مواليد 4 نوفمبر 1983) هي لاعبة كرة قدم جزائرية سابقة لعبت حارسة مرمى. وكانت عضوًا في المنتخب الوطني للسيدات الجزائري.

## المسيرة الكروية
لعبت مع نادي أفك غليزان في الجزائر.

## المسيرة الدولية
شاركت مع منتخب الجزائر على المستوى الأول خلال بطولة إفريقيا للسيدات 2010.